# 诺尔曼·白求恩中学
诺尔曼·白求恩中学（又名白求恩中学、BCI或Dr. Norman Bethune CI）是多伦多公校教育局下辖的一所高中，该校位于士嘉堡的西北部。白求恩高中成立于1979年，以在抗日战争期间服役于八路军中的加拿大医生和共产党员诺尔曼·白求恩（Norman Bethune）的名字命名。该校共有1000多名学生，其中大多数学生的母语不是英语或法语。值得注意的是，该校是加拿大唯一一所以白求恩的名字命名的公立学校。

## 学校信息
除文化课外，该校的学生还可以自由选择视觉艺术、摄影、计算机艺术、表演艺术、声乐、曲目器乐和弦乐等各类艺术课程。在课堂之外，学生也可以加入各种艺术俱乐部、戏剧俱乐部或音乐委员会。
学校的T走廊设有木工车间、汽车修理课堂和电子实验室。学校还有多个计算机教学课堂。该校还有一定规模的编程俱乐部。

## 学校课程
- 英语培训课 (ESL)

白求恩的ESL课程专注于让学生接触并了解加拿大文化。除了地理和历史方面的ESL辅助课程外，英语培训课程还分为5个级别。双语学生、全职安居工作者、学生辅导计划、校园华人协会和8月的新移民迎新周都有助于帮助新移民学生更快的融入新的学习环境。除了课后和周末支持课程外，安省英语考试（OSSLT）的预备课程全年都在为需要帮助的学生提供一定的支持。
- 个人教育计划 (IEP)

个人教育计划通过提供各种特殊教育计划，以满足所有学生的需求，包括有行为、沟通、智力、身体和多重学习障碍等特殊情况的学生。学生的学习需求是通过审查委员会 (IPRC) 进行的正式审查程序来确定的。

### 学生领导小组
- 学生管理委员会 (SAC) 主要负责协调学校内的课外活动。
- 白求恩旋风小组 (Bethune Blaze) 是白求恩的电脑技术团队，主要负责视听制作。
- 白求恩ESL导师计划 (ESL Mentors) 主要帮助新移民更快地学习英语以适应新的学习环境
- 白求恩REP是白求恩的学生代表，帮助组织和举办家长之夜等活动
- 运动熊委员会 (ABC) 负责组织学校内的所有体育赛事。
- 白求恩日报社 (Bethune Journal)是学校的学生报社团体，每隔几个月就会发布最新的小报和观点专栏。
- 白求恩音乐委员会（BMC）负责组织与白求恩音乐节相关的活动。
- 白求恩创意艺术委员会 (BCAC) 负责组织和宣传与视觉和表演艺术相关的活动。
- 白求恩环境行动小组 (BEAT) 致力于传播有关环保理念的意识，并帮助白求恩成为白金认证生态学校。
- 白求恩年鉴 (Yearbook Committee) 是负责设计和准备年鉴的团队。[6]

### 俱乐部
- 动漫俱乐部（不活跃）
- 美术俱乐部
- 白求恩杂志社
- 白求恩户外俱乐部
- 早餐俱乐部
- 白求恩环保行动小组（BEAT）
- 啦啦队
- 国际象棋俱乐部
- 校园华人协会
- 基督徒团契
- 舞蹈团
- 辩论俱乐部
- 白求恩设计团队
- 话剧社
- 电子俱乐部
- 图书馆助手
- 数学俱乐部
- 科学俱乐部
- 西班牙语俱乐部[5]
- 篮球俱乐部
- 足球俱乐部
- 排球俱乐部
- 羽毛球俱乐部

## 奖项
授予学校和学生的各种奖项
- 白金认证生态学校
- Bette M. Stephenson博士成就表彰[7]
- 杰出打击乐组奖[8]
- 基思曼杰出乐队导演奖[9]

## 著名校友
- 杰伊·曼努埃尔，著名电视节目的化妆师、时尚摄影师和创意总监[10]
- 陈家诺，士嘉堡爱怡阁选区国会议员 (2014-2017)